# Art Jarrett
Art Jarrett (20 de julio de 1907 – 23 de julio de 1987) fue un cantante, actor y líder de banda de nacionalidad estadounidense, activo en los años 1930 y 1940.

## Biografía
Nacido en el barrio de Brooklyn, en Nueva York, su nombre completo era Arthur L. Jarrett, Jr., y era hijo del actor teatral y dramaturgo Arthur L. Jarrett (1884–1960). 
A finales de los años 1920 y durante los de 1930, Jarrett fue miembro de las orquestas de baile de Earl Burtnett, Ted Weems, Jimmie Noone y Red Nichols, en las cuales cantaba y tocaba el banjo, la guitarra y el trombón. A lo largo de su carrera grabó discos para los sellos RCA Records y Brunswick Records, y se hizo popular gracias a su aguda voz de tenor actuando en diferentes cortos y largometrajes. 
Su mejor año como cantante fue 1933, pues durante el mismo interpretó temas como "Everything I Have Is Yours" (de la película Dancing Lady), "Did You Ever See a Dream Walking?" (del film Sitting Pretty) y "Let's Fall in Love", canción que podía escucharse en la película del mismo título.
En 1936 dejó a Ted Weems y lideró una orquesta propia. En 1941 dirigió la orquesta de Hal Kemp, tras la muerte de éste en accidente de tráfico. Además, Jarrett actuó en un western de serie B, Trigger Pals, y actuó en el circuito de Broadway en el show Three After Three. 
En la década de 1950, Jarret participó de modo regular en un musical televisivo llamado Rhythm Rodeo, el cual emitió la cadena DuMont Television Network. Además de su faceta artística, Jarrett trabajó en sus últimos años como disc jockey y vendedor.
Art Jarrett falleció en 1987 en Los Ángeles, California, a causa de una neumonía. Desde 1933 a 1938 había estado casado con la actriz y nadadora Eleanor Holm. En 1932 había mantenido una relación con la actriz Gilda Gray, con la que no llegó a casarse.